# 中国四国厚生局
中国四国厚生局（ちゅうごくしこくこうせいきょく）は、広島市にある厚生労働省の地方支分部局。名称に「四国」とあるが、四国4県は一部の業務を除いて管轄下に無く、中国地方（鳥取県、島根県、岡山県、広島県、山口県）のみを管轄している。

## 組織
- 総務管理官
  - 総務課
  - 企画調整課
  - 年金管理課
- 健康福祉部
  - 健康福祉課（一部は四国4県も管轄）
  - 医事課（四国4県も管轄）
  - 食品衛生課（四国4県も管轄）
  - 保険年金課
- 指導総括管理官
  - 管理課
  - 医療課
  - 福祉指導課（四国4県も管轄）
  - 指導監査課（広島県を管轄）
  - 各県事務所（広島県を除く）
- 麻薬取締部
  - 調査総務課
  - 捜査課
  - 情報官
  - 鑑定官
- 社会保険審査官